# Keith Kellogg
Joseph Keith Kellogg Jr. (Dayton, Ohio, 1944. május 12. –) nyugdíjas tábornok, aki az Egyesült Államok hadseregében több kiemelkedő pozíciót töltött be. A 82. légideszant-hadosztály parancsnokaként vált széles körben ismertté. Kellogg karrierje során részt vett több jelentős katonai műveletben, így a vietnámi háborúban, a Panama-invázióban és az öbölháborúban.
2024 novemberében Trump megválasztott elnök Kelloggot választotta ukrajnai és oroszországi különmegbízottjává, majd 2025 februárjában már mint elnök hivatalosan is kinevezte erre a posztra.

Keith Kellogg megbízott nemzetbiztonsági tanácsadó az Air Force One előtt várja Trump elnököt. (2017. február 17.)

## Tanulmányai
1961-ben a Long Beach Polytechnic High Schoolban szerzett diplomát.
1967-ben a Santa Clara Egyetem ROTC programján keresztül lépett be az amerikai hadsereg tisztikarába. Ott hadnagyként a gyalogsághoz osztották be. Ezt követően a hadsereg valamennyi tiszti szintjét végigjárta, és egészen az altábornagyi rendfokozatig vitte.
Katonai pályafutása során Kellogg különböző katonai továbbképzéseken folytatott tanulmányokat és képzési programokon vett részt. Ezek között szerepelt az Egyesült Államok hadseregének tiszttovábbképző főiskolája, valamint a Kansasi Egyetem. Kellogg később a US Army War College-on tanult vezetői szintű menedzsmentet és diplomáciát.

## Katonai pályafutása
Keith Kellogg először a vietnami háborúban szolgált a 101. légideszant hadosztályban, majd azt követően hogy a különleges erők tisztjeként is képesítést szerzett, az akkor polgárháborúban álló Kambodzsai Királyság hadseregének tanácsadója lett. A harcokban való részvételéért többször is kitüntették, Silver Star, Bronze Star ( V-jelöléssel) és Air Medal kitüntetéseket nyert el.
1989–1990-ben, az Egyesült Államok panamai inváziója során a 7. gyalogoshadosztály. dandárjának parancsnoka volt. 1990–1991-ben, az Öbölháború idején a 82. légideszant hadosztály vezérkari főnöke volt. 1992 júliusától 1994 júliusáig a US European Command (EUCOM) európai parancsnokságot vezette.
1996 novemberétől 1998 júliusáig a 82. légideszant hadosztály parancsnoka volt. 2001. szeptember 11-én altábornagyként jelen volt a Pentagonban az AA 77-es járat lezuhanásakor, és átvette a Raven Rock Mountain komplexum parancsnokságát. Az aktív katonai szolgálatot 2003-ban hagyta abba.
2016 márciusában meggyőződéses republikánusként csatlakozott Donald Trump elnökjelölt csapatához. Megválasztása után Trump Kelloggot bízta meg az elnöki átmeneti ügynökség védelmi akciócsoportjának vezetésével. Később Mike Pence alelnök biztonsági tanácsadójaként dolgozott.
Michael T. Flynn 2017. február 13-i lemondását követően Keith Kellogg lett a megbízott nemzetbiztonsági tanácsadó.
2024 novemberében Trump megválasztott elnök Kelloggot választotta ukrajnai és oroszországi különmegbízottjának.

## Magánélete
1980-ban megházasodott, felesége Paige Kellogg, az amerikai hadsereg egykori tisztje és ejtőernyős, aki az 1983-as grenadai amerikai invázióban is részt vett.
Három gyermekük van.

## Érdemrendek és kitüntetések
Keith Kellogg katonai pályafutása során az alábbi kitüntetéseket kapta:
- Army Distinguished Service Medal
- Silver Star
- Defense Superior Service Medal
- Legion of Merit
- Bronze Star Medal
- Defense Meritorious Service Medal
- Meritorious Service Medal
- Air Medal
- Joint Service Commendation Medal
- Army Commendation Medal
- Army Achievement Medal
- Joint Meritorious Unit Award
- Meritorious Unit Commendation
- Department of Defense Medal for Distinguished Public Service
- National Defense Service Medal
- Armed Forces Expeditionary Medal
- Vietnam Service Medal
- Southwest Asia Service Medal
- Gallantry Cross (Dél-Vietnam)
- Medal of National Defense in Bronze (Kambodzsa)
- Ehrenzeichen der Bundeswehr (Németország)
- Civil Actions Medal (Dél-Vietnam)
- Vietnam Campaign Medal (Dél-Vietnam)
- Kuwait Liberation Medal (Szaúd-Arábia)
- Kuwait Liberation Medal (Kuvait)
- Combat Infantryman Badge